# Lithospermum revolutum
Lithospermum revolutum är en strävbladig växtart som beskrevs av Robinson. Lithospermum revolutum ingår i släktet stenfrön, och familjen strävbladiga växter. Inga underarter finns listade i Catalogue of Life.